# Культиген
Культиге́н (от лат. colo (суп. cultum) — «обрабатывать землю» и genus — «происхождение») — название одомашненного организма (культурного растения или домашнего животного), не имеющего соответствующего организма в дикой природе. Подобное явление может появиться по двум причинам: либо в результате вымирания дикого вида, либо в результате изменения организма в культурных условиях настолько, что он может классифицироваться как иной вид или подвид.
Примеры культигенов:
- Банан райский (Musa × paradisiaca)[1][2]. Является гибридом банана заострённого (Musa acuminata), банана Бальбиса (Musa balbisiana) и реже банана Маклая (Musa maclayi).
- Земляника садовая (Fragaria × ananassa)[3][4][5]. Является гибридом земляники чилийской (Fragaria chiloensis) и земляники виргинской (Fragaria virginiana).
- Персик обыкновенный (Prunus persica).